# Laugh Now, Laugh Later
Laugh Now, Laugh Later is het zevende studioalbum van de Amerikaanse punkband Face to Face. Het is uitgegeven op 17 mei 2011 via Antagonist Records, het label van zanger en gitarist Trever Keith. Het is tevens het eerste studioalbum dat de band in negen jaar liet uitgeven, na  How to Ruin Everything uit 2002. Ook is het de eerste uitgave van de band waar gitarist Chad Yaro aan heeft meegewerkt in elf jaar. Het laatste album waar Yaro aan had meegewerkt was Reactionary uit 2000.

## Nummers
1. "Should Anything Go Wrong" - 3:05
2. "It's Not All About You" - 3:02
3. "The Invisible Hand" - 3:04
4. "Bombs Away" - 3:00
5. "Blood in the Water" - 3:43
6. "What You Came For" - 3:13
7. "I Don't Mind and You Don't Matter" - 3:42
8. "Stopgap" - 04:33
9. "All for Nothing" - 3:07
10. "Pushover" - 2:28
11. "Under the Wreckage" - 3:03
12. "Staring Back" (bonustrack)
13. "Persona Non Grata" (bonustrack)
14. "Get Up" (bonustrack)

## Band
- Trever Keith - zang, gitaar
- Chad Yaro - gitaar, zang
- Scott Shiflett - basgitaar, zang
- Danny Thompson - drums
- Dennis Hill - gitaar